# Adult Video News
Pour les articles homonymes, voir AVN.
Adult Video News (en abrégé AVN ou encore AVN Magazine) est un journal américain publié par des professionnels de l'industrie du cinéma pornographique. Pour le New York Times, AVN est au cinéma pornographique ce que Billboard magazine est à l'industrie du disque. AVN parraine l'AVN Adult Entertainment Expo, une rencontre annuelle à Las Vegas (Nevada), au cours de laquelle sont remis des prix, les AVN Awards. La cérémonie est copiée sur celle des Oscars,.
AVN évalue les films pornographiques et recherche les nouvelles voies de développement de cette industrie. Une publication du magazine peut contenir plus de 500 critiques de films,.
Le magazine est subventionné à 80 % et cible plus particulièrement les vendeurs de vidéos pornographiques. Pour David Foster Wallace, les articles paraissant dans AVN s'apparentent plus à de la publicité qu'à des articles journalistiques.

## Historique

Ancien logo.

Paul Fishbein, Irv Slifkin, et Barry Rosenblatt fondent le magazine en 1983 à Philadelphie, Pennsylvanie, États-Unis. Slifkin, ayant perdu son intérêt pour la critique des films pornographiques en raison de leur migration vers la vidéo, quitte la revue en 1984. Rosenblatt se sépare de Fishbein en 1987. Ce dernier déménage l'imprimerie dans la Vallée de San Fernando.
AVN est très apprécié par plusieurs personnalités du cinéma pornographique pour les revenus qu'il leur assure,,.
AVN estime que les ventes et locations de vidéos pour adultes seulement atteint quatre milliards de dollars en 2000 et en 2002 mais Forbes qualifie ces estimations comme sans fondement et très exagérées. Lorsque Forbes interroge AVN sur l'origine de ses sources, le directeur lui a répondu : « Je ne connais pas la méthodologie exacte... C'est une cote mal taillée ». Lorsqu'il lui a été demandé de séparer les revenus tirés des ventes et ceux des  locations, une pratique courante dans l'industrie de la vidéo, le directeur réplique qu'il ne pense pas que les données soient disponibles. Adams Media Research constate que personne n'a suivi avec rigueur et précision les affaires de la vidéo pour adultes et que les estimations les plus généreuses font état d'un chiffre d'affaires inférieur à 1,8 milliard de dollars pour l'ensemble des vidéos destinées à la vente et à la location confondues. AVN estime les revenus tirés de la vidéo pornographique à 12,6 milliards de dollars en 2005 dont 2,5 milliards proviennent des ventes sur Internet. ABC News rapporte que cette estimation n'est pas vérifiable indépendamment de la revue.

## Anciens élèves[pasclair]éminents
- Mark Kulkis, CEO des studios Kick Ass Pictures : ancien PDG[10];
- Eli Cross (alias Mark Logan) : PDG[11];
- Gram Ponante : ancien PDG, AVN.com[12].

## Adult Entertainment Expo
AVN parraine une réunion annuelle, l’’’AVN’’ Adult Entertainement Expo (AEE), qui se tient chaque mois de janvier à Las Vegas, Nevada, États-Unis. Cette « Expo » est le plus important Salon commercial de l’industrie du film pornographique aux États-Unis.

## Cérémonie de remise des prix

### AVN Adult Movie Awards
AVN parraine également une cérémonie de remise de prix pour l’industrie du cinéma pornographique. Cette cérémonie est copiée sur celle des Oscars,,.
Les prix couvrent plus de 100 catégories de films devant plus de 3 500 personnes présentes.
David Foster Wallace remarque, avec scepticisme, que AVN, en 1997, a critiqué 4 000 nouvelles parutions dans chaque catégorie. Il faut comparer ce chiffre aux 375 films que les membres de l'Academy Awards étaient priés de visionner pour la remise des Oscar. Le nombre a atteint 8 000 en 2008. Ceci amène Paul Fishbein à déclarer que c'est un « processus long et horrible ». The New York Times écrit que « les critères précis pour l'obtention d'un AVN ne sont pas bien expliqués ».
Le chroniqueur sportif Bill Simmons estime, pour sa part, que la retransmission des Prix sont « le coup médiatique le plus secrètement captivant de la télévision avec le National Spelling Bee et Westminster Kennel Club Dog Show ». En 2002 Violet Blue, prix AVN révélation de l'année et écrivain pornographique, définit les prix AVN comme « une grande farce au cours de laquelle les mêmes producteurs et les mêmes personnes gagnent année après année... Penser que les « Oscars de la pornographie » couronnent les meilleures productions du genre est comparable à avoir un rapport sexuel avec une poupée gonflable de Jenna Jameson et dire ensuite à ses amis que vous avez eu un rapport avec l'actrice du film pornographique elle-même. ». Même l'actrice américaine du film pornographique Tyla Winn est gênée en pensant qu'une de ses scènes de sexe a été nommée.

### GayVN Awards
AVN parraine également les GAYVN Awards qui sont attribués annuellement pour honorer une œuvre de l'industrie du film pornographique traitant de homosexuel. Les vidéos pornographiques mettant en scène l'homosexualité faisaient partie des prix AVN de 1988 à 1998. En 1999, AVN a décidé de séparer ces derniers en créant les GayVN Awards.

## Classement 2002 des 50 plus Grands Stars Porno
The AVN : 50 Greatest Pornstars of All Time (Le Classement des 50 plus grands Stars porno de tous les temps 2002)
| - 01. Ron Jeremy (Acteur et Réalisateur) - 02. Jenna Jameson - 03. John C. Holmes - 04. Traci Lords - 05. Linda Lovelace - 06. Marilyn Chambers - 07. Ginger Lynn - 08. Vanessa Del Rio - 09. Nina Hartley - 10. Rocco Siffredi (Acteur et Réalisateur) - 11. Janine - 12. Jamie Gillis (Réalisateur) - 13. Seka - 14. Sean Michaels (Acteur et Réalisateur) - 15. Peter North (Acteur et Réalisateur) - 16. Jeanna Fine - 17. Sharon Mitchell - 18. Christy Canyon - 19. Savannah - 20. John Leslie (acteur et réalisateur) |  | - 21. Tom Byron (acteur & réalisateur) - 22. Asia Carrera - 24. Ashlyn Gere - 25. Houston - 26. Ed Powers (réalisateur) - 27. Annie Sprinkle - 28. Max Hardcore (acteur et réalisateur) - 29. Randy West (acteur et réalisateur) - 30. Veronica Hart (actrice et réalisatrice) - 31. Tera Patrick - 32. Jill Kelly - 33. Joey Silvera (réalisateur) - 34. Taylor Hayes - 35. Juli Ashton - 36. Serenity - 37. Heather Hunter - 38. Kylie Ireland - 39. Alisha Klass - 40. Annabel Chong (Actrice et Réalisatrice) |  | - 41. Harry Reems - 42. Georgina Spelvin - 43. Shanna McCullough - 44. Jasmin St. Claire - 45. Gloria Leonard - 46. Herschel Savage (Acteur et Réalisateur) - 47. Shane - 48. Teri Weigel - 49. Chasey Lain - 50. Pamela Anderson et Tommy Lee |

## Sources
- (en) Cet article est partiellement ou en totalité issu de l’article de Wikipédia en anglais intitulé « AVN (magazine) » (voir la liste des auteurs).